# Sebahattin Öztürk
Sebahattin Öztürk (* 6. Januar 1969) ist ein ehemaliger türkischer Ringer. Er wurde 1993 Weltmeister und 1992 Europameister im freien Stil im Mittelgewicht.

## Werdegang
Sebahattin Öztürk stammt aus Sivas und begann dort als Jugendlicher mit dem Ringen. Er konzentrierte sich auf den freien Stil und gehörte zunächst einem Ringerclub in Sivas an. Später wechselte er zum Großverein TEDAS Ankara. Trainiert wurde er hauptsächlich von Riza Keser und Yakup Topuz. Bei einer Größe von „nur“ 1,72 Metern rang der kräftige Athlet immer im Mittelgewicht. Sebahattin Öztürk studierte Sport. Er ist verheiratet und Vater von drei Kindern. Nach dem Ende seiner Ringerlaufbahn betrieb er in Sivas ein Sportstudio. Im Jahre 2011 wurde er von einem türkischen Gericht wegen verschiedener schwerer Straftaten zu einer Gefängnisstrafe von 13 Jahren und 4 Monaten verurteilt.
Seine sportliche Laufbahn begann im Jahre 1988 mit der Teilnahme bei der Junioren-Europameisterschaft (Altersgruppe Espoirs) in Wałbrzych. Im Mittelgewicht belegte er dabei hinter Rustem Kelekschajew aus der Sowjetunion den 2. Platz. Ein Jahr später gewann er in Ulan-Bator in derselben Altersgruppe und Gewichtsklasse den Weltmeistertitel vor Abbas Jadidi aus dem Iran und Nicolae Ghiță aus Rumänien.
1990 startete er erstmals bei einer Meisterschaft der Senioren. Er gewann dabei bei der Europameisterschaft in Poznań im Mittelgewicht hinter Hans Gstöttner aus der DDR und Elmadi Dschabrailow aus der Sowjetunion eine EM-Bronzemedaille. Bei den Goodwill-Games 1990 in Seattle kam er hinter Elmadi Dschabrailow und vor dem US-Amerikaner Royce Alger auf den 2. Platz. Keine Medaille, aber einen guten 5. Platz schaffte er bei der Weltmeisterschaft dieses Jahres in Tokio. Den Titel holte sich dort überraschenderweise der Tscheche Jozef Lohyňa vor Royce Alger.
1991 gewann Sebahattin Öztürk bei der Europameisterschaft in Stuttgart im Mittelgewicht hinter Elmadi Dschabrailow und Hans Gstöttner erneut eine EM-Bronzemedaille. Kurz darauf siegte er bei den Mittelmeer-Spielen in Athen vor Alcide Legrand aus Frankreich und bei der Militär-Weltmeisterschaft in Istanbul vor dem Deutschen Christian Weinert. Eine Medaille, die bronzene, gewann er auch bei der Weltmeisterschaft 1991 in Warna. Hier platzierten sich nur Kevin Jackson aus den Vereinigten Staaten und Jozef Lohyna vor ihm.
1992 gewann Sebahattin Öztürk dann seinen ersten Titel bei einer internationalen Meisterschaft. Er wurde in Kaposvár/Ungarn Europameister vor László Dvorák, Ungarn und Rustem Kelechsajew. Bei den Olympischen Spielen in Barcelona, an denen er ebenfalls teilnahm, erhoffte er sich natürlich den Gewinn einer Medaille. Er startete dort aber gleich mit einer Niederlage gegen den amtierenden Weltmeister Kevin Jackson. Es folgten Siege über Nergüin Tümennast, Mongolei und Francisco Iglesias, Spanien. Weitere Niederlagen gegen Rasoul Khadem Azghadi, Iran und Jozef Lohyna warfen ihn aber auf den 6. Platz zurück.
Sehr erfolgreich war er im Jahre 1993. Zunächst wurde er in Istanbul hinter Rustem Kasbekowitsch Kelechsajew, der nunmehr für Russland startete, Vize-Europameister und dann siegte er in diesem Jahr bei der Weltmeisterschaft in Toronto vor Sagid Katinowassow aus Russland, Ruslan Kinchagow aus Usbekistan und Kevin Jackson. Dieser Weltmeistertitel war der größte Erfolg in seiner Ringerlaufbahn. Bei der Weltmeisterschaft 1994 in Istanbul siegte er u. a. über Hans Gstöttner mit 3:1 Punkten, unterlag aber im Finale gegen den Überraschungsmann Luchman Dschabrailow, einen für Moldawien startenden Dagestaner, mit 2:4 Punkten und konnte damit seinen Weltmeistertitel nicht verteidigen. Der Gewinn der WM-Silbermedaille war aber ein großer Erfolg.
1995 kam Sebahattin bei der Weltmeisterschaft in Atlanta nur auf den 6. Platz. Bei den Olympischen Spielen in Atlanta lieferte er aber wieder große Kämpfe, verpasste aber mit einem 4. Platz knapp die Medaillen. Er verlor in Atlanta in seinem ersten Kampf gegen Ruslan Kinchagow unglücklich mit 2:3 Punkten. Danach besiegte er Luis Varela, Venezuela, Hidekazu Yokoyama, Japan, den amtierenden Weltmeister Luchman Dschabrailow (mit 5:1 Punkten), Wilson Ariel Ramos, Kuba und kam zu einem kampflosen Sieg über den verletzten Elmadi Dschabrailow. Im entscheidenden Kampf um eine Bronzemedaille musste er sich dann aber gegen Amir Reza Khadem Azghadi geschlagen geben.
Sebahattin Öztürk versuchte, seine Karriere auch 1997 und 1998 noch fortzusetzen, wurde aber immer wieder durch langwierige Verletzungen zurückgeworfen, die keinen weiteren Start bei internationalen Meisterschaften zuließen. Nach dem Ende seiner Karriere als Ringer kam es zu den unglückseligen Geschehnissen, die seinem Leben eine frappierende Wende gaben.

## Internationale Erfolge
| Jahr | Platz | Wettbewerb                                | Gewichtsklasse | Ergebnisse |
| 1988 | 2.    | Junioren-EM (Espoirs) in Wałbrzych        | Mittel         | hinter Rustam Kelechsajew, Sowjetunion, vor Krassimir Kostow, Bulgarien und Volker Tober, DDR |
| 1989 | 1.    | Junioren-WM (Espoirs) in Ulan-Bator       | Mittel         | vor Abbas Jadidi, Iran, Nicolae Ghiță, Rumänien und Sergei Gubrintschuk, Sowjetunion |
| 1990 | 4.    | Welt-Cup in Toledo/USA                    | Halbschwer     | hinter Macharbek Chadarzew, Sowjetunion, James Scherr, USA und Geovany Redmond, Kuba |
| 1990 | 3.    | EM in Poznań                              | Mittel         | hinter Hans Gstöttner, DDR und Luchman Dschabrailow, Sowjetunion, vor Nicolae Ghiță und Alcide Legrand, Frankreich |
| 1990 | 2.    | Goodwill-Games in Seattle                 | Mittel         | hinter Elmadi Dschabrailow, vor Royce Alger, USA |
| 1990 | 5.    | WM in Tokio                               | Mittel         | hinter Jozef Lohyna, CSSR, Royce Alger, Puntsagiin Süchbat, Mongolei und Awtandil Gogolischwili, Sowjetunion |
| 1991 | 3.    | EM in Stuttgart                           | Mittel         | hinter Elmadi Dschabrailow und Hans Gsöttner, Deutschland, vor Robert Kostecki, Polen und László Dvorák, Ungarn |
| 1991 | 1.    | Mittelmeer-Spiele in Athen                | Mittel         | vor Alcide Legrand und Mohammad Zayar, Syrien |
| 1991 | 1.    | Militär-WM in Istanbul                    | Mittel         | vor Christian Weinert, Deutschland und Ryan Jibben, USA |
| 1991 | 3.    | WM in Warna                               | Mittel         | hinter Kevin Jackson, USA und Jozef Lohyna, vor Rasul Katinowasow, Sowjetunion und Robert Kostecki |
| 1992 | 1.    | EM in Kaposvár                            | Mittel         | vor László Dvorák, Rustem Kelechsajew, GUS und Jozef Niemec, Polen |
| 1992 | 6.    | OS in Barcelona                           | Mittel         | nach einer Niederlage gegen Kevin Jackson, Siegen über Nergüin Tümennast, Mongolei und Francisco Iglesias, Spanien und Niederlagen gegen Rasoul Khadem Azghadi, Iran und Jozef Lohyna                                                       |
| 1993 | 2.    | EM in Istanbul                            | Mittel         | hinter Rustem Kelechsajew, Russland, vor Alexander Sawko, Weißrussland und Dawit Churzia, Georgien |
| 1993 | 1.    | Mittelmeer-Spiele in Languedoc-Roussillon | Mittel         | vor Alcide Legrand und Mohammad Zayar |
| 1993 | 1.    | WM in Toronto                             | Mittel         | vor Sagid Katinowassow, Russland, Ruslan Kinchagow, Usbekistan und Kevin Jackson |
| 1994 | 13.   | EM in Rom                                 | Mittel         | Sieger: Rustem Kelechsajew vor Luchman Dschabrailow, Moldawien und Hans Gstöttner |
| 1994 | 2.    | WM in Istanbul                            | Mittel         | hinter Luchman Dschabrailow, vor Hans Gstöttner und Nicolae Ghiță |
| 1995 | 6.    | WM in Atlanta                             | Mittel         | Sieger: Kevin Jackson vor Elmadi Dschabrailow und Ruslan Kinchagow |
| 1996 | 6.    | Großer Preis von Deutschland in Leipzig   | Halbschwer     | Sieger: Luka Eldari Kurtanidse, Georgien vor Soslan Frajew, Usbekistan |
| 1996 | 4.    | OS in Atlanta                             | Mittel         | nach einer Niederlage gegen Ruslan Kinchagow, Siegen über Luis Varela, Venezuela, Hidekazu Yokoyama, Japan, Luchman Dschabrailow, Wilson Ariel Ramos, Kuba und Elmadi Dschabrailow und einer Niederlage gegen Amir Reza Khadem Athadi, Iran |
| 1996 | 6.    | Universitäten-WM in Teheran               | Halbschwer     | Sieger: Alexander Schemarow, Weißrussland vor Ahmad Shekofteh, Iran und Wiktor Sorbin, Weißrussland |

## Erläuterungen
- alle Wettkämpfe im freien Stil
- OS = Olympische Spiele, WM = Weltmeisterschaft, EM = Europameisterschaft
- Mittelgewicht, Gewichtsklasse bis 82 kg, Halbschwergewicht, bis 90 kg Körpergewicht